# 酷狗寶貝：引鵝入室
《酷狗寶貝：引鵝入室》（英語：The Wrong Trousers）是一部1993年上映的英國定格動畫短片，為《酷狗寶貝》系列的第二部作品。短片由尼克·帕克執導、編劇和製作，由阿德曼动画與酷狗寶貝有限公司、BBC布里斯托、獅球電視台以及BBC兒童頻道聯合製作。影片講述了一隻邪惡的企鵝費瑟斯·麥格羅（Feathers McGraw）利用一條機械褲子進行鑽石偷竊的曲折故事。
該片於1993年12月26日在英國英國廣播公司第二台首播，延續了前作的成功獲得廣泛好評，並於1994年榮獲第66屆奧斯卡最佳動畫短片獎。

## 劇情大綱
在阿高的生日當天，華萊士送給他一條機械化的「科技褲子」，可以幫助帶他散步。然而，為了支付債務，華萊士將家裡的房間租給了一隻「雞」。這隻雞很快贏得了華萊士的好感，卻使阿高感到被冷落並離家出走。企鵝對科技褲子產生興趣，並暗中將其改裝為可遙控操作。阿高發現，這隻雞實際上是喬裝成雞（頭戴紅色橡膠手套）的企鵝犯罪分子費瑟斯·麥格羅。 
費瑟斯強迫華萊士穿上褲子，在城中行走耗盡他的體力後將他送上床休息。阿高偷偷監視費瑟斯，發現他測量城市博物館的結構，計劃偷竊館藏的鑽石。趁華萊士睡覺時，費瑟斯操控科技褲子將他送到博物館，成功潛入並奪得鑽石，但也意外觸發警報驚醒了華萊士。費瑟斯隨後帶著華萊士回家，並用槍將他與阿高鎖進衣櫃。 
阿高重新改裝科技褲子，破壞衣櫃鎖後與華萊士聯手追捕費瑟斯，雙方在鐵道模型的軌道上展開追逐。最終，華萊士奪回控制權並擺脫科技褲子，費瑟斯的火車撞上科技褲子後被阿高困在牛奶瓶中。費瑟斯最終被送入城市動物園，而華萊士則用獎金償還債務。被遺棄的科技褲子則再次啟動，孤獨地走向夕陽。 

## 製作背景
《引鵝入室》的製作始於1990年。華萊士的配音演員彼德·沙利斯曾表示，《引鵝入室》的靈感部分來自1964年的電影《土京盜寶記》，並稱這是他最喜歡的一部酷狗寶貝系列電影。阿德曼動畫的聯合創始人兼本片製片人大衛·斯普羅克斯頓指出，相比《酷狗寶貝：月球野餐記》，《引鵝入室》的製作水平和敘事能力都大幅提升。
本片劇本由帕克與曾為《異世奇人》編劇的鮑勃·貝克共同完成。鮑勃從帕克的草圖中獲得靈感，提出將企鵝設為反派的點子。帕克則希望能在片中加入一場以玩具火車為舞台的追逐場景，認為將好萊塢式的動作場面置於起居室中非常有趣，於是劇本最終確立為以火車追逐作為敘事結構的搶劫電影。 
片中巷弄的場景受到亞弗列·希治閣的電影影響，並呈現出黑色电影的風格。為了打破定格動畫中常見的平淡光線，製作團隊試圖以拍攝真人驚悚片的方式布光。然而，由於拍攝影像需送至倫敦的另一工作室沖洗，動畫師們無法即時檢視拍攝成果。影片的初剪版本長達38分鐘。

## 評價
《引鵝入室》在英國電影協會（BFI）評選的英國最佳電視節目中排名第18位。根據評論匯總網站爛番茄，該片基於26篇評論取得100%的好評率，平均分為9.1/10，影評共識稱其「既迷人又笑料十足，是定格動畫的精緻典範」。
該片於坦佩雷電影節和萨格勒布世界动画电影节中獲得最高榮譽大獎，並於1994年贏得第66屆奧斯卡最佳動畫短片獎。
2024年，《衛報》將費瑟斯·麥格羅評為兒童電視中最偉大的反派角色，稱其為「我們這個時代最具代表性的螢幕反派」，其沉默與冷漠的表情反而更添恐怖感。
2016年，在《好萊塢報導》的一場導演圓桌訪談中，美國導演大卫·欧·拉塞尔表示，《引鵝入室》中的火車追逐場景影響了他在《夺金三王》（1999年）中的動作設計。而英國導演丹尼·鮑伊則稱其為「最偉大的動作場景之一」。

## 外部連結
- 互联网电影数据库（IMDb）上《酷狗寶貝：引鵝入室》的资料（英文）
- 爛番茄上《酷狗寶貝：引鵝入室》的資料（英文）